# SV Austria Salzburg
A Sportverein Austria Salzburg egy osztrák labdarúgóklub, melynek székhelye Salzburgban található. 2005-ben alapították és jelenleg a másodosztályban szerepel.

## Történelem
Az eredeti klubot 1933-ban alapították Austria Salzburg néven, majd Casino Salzburg és Wüstenrot Salzburg elnevezéssel szerepelt a 2005-ben Red Bull Salzburgra nevezték át. Ez nem minden szurkoló tetszését nyerte el, főleg, mert az új menedzsment nyíltan szakított a múlttal, és a klubszíneket is megváltoztatta, lila-fehérről piros-fehérre. A szurkolók lázadása után 2005 őszén új (lila-fehér) klub alakult az egyesült eredeti nevén.

## Keret
2016. március 7-i állapot szerint.
| #  |             | Poszt | Név                    |
| -- | ----------- | ----- | ---------------------- |
| 1  | Ausztria    | K     | Stefan Ebner           |
| 2  | Ausztria    | KP    | Markus Wallner         |
| 4  | Ausztria    | KP    | Raphael Reifeltshammer |
| 5  | Ausztria    | V     | Felix Huspek           |
| 6  | Ausztria    | KP    | Rene Zia               |
| 7  | Ausztria    | KP    | Felipe Dorta           |
| 8  | Ausztria    | KP    | Mehmet Bulut           |
| 9  | SLO         | CS    | Uroš Palibrk           |
| 11 | Ausztria    | KP    | Kubilay Öztürk         |
| 12 | Ausztria    | V     | Aleksandar Simic       |
| 13 | Németország | KP    | Matthias Öttl          |
| 15 | Ausztria    | V     | Thomas Burghuber       |
| 16 | Ausztria    | CS    | Christoph Bann         |

| #  |                     | Poszt | Név                 |
| -- | ------------------- | ----- | ------------------- |
| 17 | Ausztria            | V     | Elias Kircher       |
| 18 | Ausztria            | CS    | Andreas Bammer      |
| 19 | Ausztria            | KP    | Ernst Öbster        |
| 20 | Ausztria            | V     | Simon Sommer        |
| 21 | Ausztria            | KP    | Nicholas Mayer      |
| 22 | Ausztria            | K     | Hidajet Hankic      |
| 23 | Ausztria            | KP    | Sebastian Zirnitzer |
| 24 | Bosznia-Hercegovina | KP    | Halid Hasanovic     |
| 26 | Ausztria            | KP    | Leonhard Kaufmann   |
| 27 | Németország         | V     | Max Müller          |
| 31 | Ausztria            | CS    | Lukas Katnik        |
| 33 | Németország         | K     | Christian Schlosser |

## Sikerlista
- 2. Klasse Nord A (7. osztály): 2006–07
- 1. Klasse Nord (6. osztály): 2007–08
- 2. Landesliga Nord (5. osztály): 2008–09
- 1. Landesliga (4. osztály): 2009–10
- Regionalliga West (3. osztály): 2013–14, 2014–15